# Verzeih mir (RTL)
Verzeih mir ist eine deutsche Real-Life-Doku-Serie, welche auf dem Privatsender RTL ausgestrahlt wurde.
Schon nach der ersten Folge wurde die Sendung am 21. Dezember 1992 in Kalkofes Mattscheibe parodiert.
Nach der Absetzung im Jahre 1994 gab es drei Remakeversuche: Von 1998 bis 1999 unter dem Titel Verzeih mir auf Sat.1 und von 2011 bis 2012 wieder auf RTL sowie 2016 mit Julia Leischik auf Sat.1.

## Konzept
Die Moderatorin sucht im Auftrag von Verwandten Menschen, die jahrelang nicht gesehen wurden. Wenn die Moderatorin genügend Informationen über die verschwundene Person bekommen hat, macht sie sich auf die Suche. Die Mission der Moderatorin ist, zerstrittene Menschen wieder zusammenzuführen. Anders als in den ersten zwei Staffeln in den 90er Jahren finden die Versöhnungen aber nicht in einem Studio vor Live-Publikum statt, sondern im bewährten Doku-Soap-Stil direkt vor Ort.

## Produktion und Ausstrahlung
In den 1990ern wurde die Sendung von Ulla Kock am Brink moderiert. Fünf Jahre später, im Dezember 1998, startete Sat.1 eine deutlich verschärfte Neuauflage. Die Sendung hieß ebenfalls Verzeih mir und wurde von Sonja Zietlow moderiert. 2010 wurden erneut Folgen produziert und ab Januar 2011 ausgestrahlt, die Moderation übernahm die Vermisst-Moderatorin Julia Leischik. Die Quoten dieser Folgen lagen über dem Senderschnitt, allerdings wechselte Leischik mit Saisonanfang 2011/2012 zu Sat.1. Deshalb übernahm Vera Int-Veen die Moderation der zweiten Staffel der Neuauflage, die vom 13. November 2011 bis zum 8. Januar 2012 ausgestrahlt wurde. Die Sendezeit war sonntags um 19:05 Uhr.
| Staffel   | Episoden | Ausstrahlung (Deutschland) auf RTL     | Moderation         |
| --------- | -------- | -------------------------------------- | ------------------ |
| Staffel 1 | 9        | 15. Dezember 1992 bis 16. Februar 1993 | Ulla Kock am Brink |
| Staffel 2 | 6        | 16. Dezember 1993 bis 20. Januar 1994  | Ulla Kock am Brink |
| Staffel 3 | 6        | 20. Januar 2011 bis 6. Februar 2011    | Julia Leischik     |
| Staffel 4 | 6        | 13. November 2011 bis 8. Januar 2012   | Vera Int-Veen      |

## Rezeption

### Einschaltquoten
Bis auf eine Ausgabe lagen alle Sendungen mit Julia Leischik über dem Senderschnitt. Im Durchschnitt sahen in RTL 5,01 Millionen Zuschauer die dritte Staffel von Verzeih mir und man erzielte beim Gesamtpublikum 15,6 Prozent Marktanteil. In der Zielgruppe sahen im Durchschnitt 2,25 Millionen Zuschauer zu, was einem Marktanteil von 18,3 Prozent entsprach.
Die Staffel mit Vera Int-Veen lag unterhalb des Senderschnitts; somit wurde die Sendung abgesetzt.